# Dover Bay
Dover Bay – zatoka (ang. bay) Oceanu Atlantyckiego w kanadyjskiej prowincji Nowa Szkocja, w hrabstwie Guysborough; nazwa urzędowo zatwierdzona 6 listopada 1952.